# Europaspiele 2023/Teilnehmer (Griechenland)
| Gelbes Symbol für Goldmedaillen mit stilisierten Olympischen Ringen | Graues Symbol für Silbermedaillen mit stilisierten Olympischen Ringen | Braundes Symbol für Bronzemedaillen mit stilisierten Olympischen Ringen |
| ------------------------------------------------------------------- | --------------------------------------------------------------------- | ----------------------------------------------------------------------- |
| 2                                                                   | 5                                                                     | 10                                                                      |

Griechenland nahm mit 170 Athleten an den Europaspielen 2023 in Krakau teil.

## Medaillengewinner
| Name/n                                                        | Sportart          | Wettkampf                                         |
| ------------------------------------------------------------- | ----------------- | ------------------------------------------------- |
| Gold                                                          |                   |                                                   |
| Miltiadis Tendoglou                                           | Leichtathletik    | Weitsprung Männer                                 |
| Anna Korakaki                                                 | Schießen          | 25 m Sportpistole Frauen                          |
| Silber                                                        |                   |                                                   |
| Georgios Tsampodimos                                          | Kickboxen         | Point Fighting Männer (Leichtgewicht bis 63,0 kg) |
| Emmanouil Karalis                                             | Leichtathletik    | Stabhochsprung Männer                             |
| Emmanouela Katzouraki                                         | Schießen          | Skeet Frauen                                      |
| Christos Xenos                                                | Karate            | Kumite Männer, Klasse bis 60 kg                   |
| Dionysios Xenos                                               | Karate            | Kumite Männer, Klasse bis 67 kg                   |
| Bronze                                                        |                   |                                                   |
| Zarmakoupi Paraskevi-Semeli                                   | Kickboxen         | Leichtkontakt Federgewicht Frauen (bis 50,0 kg)   |
| Theodora Gkountoura                                           | Fechten           | Säbel Frauen                                      |
| Sofia Malkogeorgou Evangelia Platanioti                       | Synchronschwimmen | Duett techn. Programm                             |
| Kyriaki Kydonaki                                              | Karate            | Kumite Frauen, Klasse über 68 kg                  |
| Apostolos Telikostoglou                                       | Taekwondo         | Weltergewicht Männer (bis 80 kg)                  |
| Konstantinos Jamalidis                                        | Taekwondo         | Federgewicht Männer (bis 68 kg)                   |
| Konstantinos Dimitropoulos                                    | Taekwondo         | Nadelgewicht Männer (bis 54 kg)                   |
| Georgia Xenou                                                 | Karate            | Kata Frauen                                       |
| Kyriakos Bakirtzis                                            | Muay Thai         | Schwergewicht Männer (bis 91 kg)                  |
| Charalampos Chalkiadakis Nikolaos Mavrommatis Efthymios Mitas | Schießen          | Skeet Mannschaft Männer                           |

## Teilnehmer nach Sportarten

### Badminton
- Grammatoula Sotiriou

### 3×3 Basketball
| Wettbewerb    | Frauen                                                                |
| ------------- | --------------------------------------------------------------------- |
| Athleten      | Maria Anastasopoulou Varvara Mylonaki Nefeli Stoupa Ekaterini Tsineke |
| Gruppenphase  | Deutschland 12:17 Österreich 8:15 Rumänien 12:15                      |
| Viertelfinale | ausgeschieden                                                         |
| Halbfinale    | ausgeschieden                                                         |
| Bronze/Finale | ausgeschieden                                                         |
| Rang          | 15                                                                    |

### Beachhandball
- Evgenia Diakogianni
- Anna Kaloidi
- Athina Kaprinioti
- Magdalini Kepesidou
- Elena Kerlidi
- Magdalini Koukmisi
- Elisavet Mastaka
- Eleni Mournou
- Melpomeni Nikolaou
- Avramina Sevdili
- Eleftheria Trochidou

### Bogenschießen
- Dimitrios Drakiotis
- Panagiotis Katsaitis
- Dimitra Papadopoulou

### Boxen
- Antonia Giannakopoulou
- Paraskevi Mavrommati
- Vagkan Nanitzanian
- Olga Papadatou
- Konstantinos Petropoulos
- Stylianos Roulias
- Vasiliki Stavridou
- Michail Tsamalidis

### Fechten
- Klairi Benou
- Maria Chaldaiou
- Nikoletta Chatzisarantou
- Stavroula Garyfallou
- Despina Georgiadou
- Theodora Gkountoura
- Dimitrios Kafataridis
- Konstantinos Karampasis
- Savvas Kavvadias
- Nikolaos Kontochristopoulos
- Aikaterini Kontochristopoulou
- Panagiotis Kontoeidis
- Georgios Manolikas
- Ioannis Markopoulos
- Vasiliki Mekra
- Angelos Pagkalos
- Marina Paizi
- Vasileios Predaris
- Nefeli Rodopoulou
- Rafail Soulios
- Panagiotis Theodoropoulos
- Andriana Theodoropoulou
- Artemios Tzovanis
- Fani Varveri

### Judo
| Athleten | Wettbewerb | 1. Runde | 1. Runde | Achtelfinale | Achtelfinale | Viertelfinale | Viertelfinale | Halbfinale    | Halbfinale    | Finale        | Finale        | Rang |
| Athleten | Wettbewerb | Gegner   | Ergebnis | Gegner       | Ergebnis     | Gegner        | Ergebnis      | Gegner        | Ergebnis      | Gegner        | Ergebnis      | Rang |
| --- | ---------- | -------- | -------- | ------------ | ------------ | ------------- | ------------- | ------------- | ------------- | ------------- | ------------- | ---- |
| Mixed |            |          |          |              |              |               |               |               |               |               |               |      |
| Aliki Alexandridi Theodoros Demourtsidis Evangelia Gavala Dimitrios Giannopoulos Christina Papadopoulou Alexandra Papagiannaki Panagiotis Papanikolaou Elisavet Teltsidou Theodoros Tselidis Michail Tsoutlasvili Maria Vulpasin | Mannschaft | Freilos  | Freilos  | Portugal     | 1:4          | ausgeschieden | ausgeschieden | ausgeschieden | ausgeschieden | ausgeschieden | ausgeschieden | =9   |

### Kanu

#### Kanurennsport
- Stefanos Dimopoulos
- Christos Matsas

#### Kanuslalom
- Charalampos Trioiannos
- Christos Tsakmakis
- Ioannis Zachos

### Karate

#### Kata
- Georgia Xenou

#### Kumite
- Kyriaki Kydonaki
- Konstantinos Mastrogiannis
- Michail Tzanos
- Christos Xenos
- Dionysios Xenos

### Kickboxen
- Athina Chatzigeorgiou
- Martha Nystazou
- Prodromos Papdopoulos
- Georgios Tsampodimos Leovari
- Paraskevi Zarmakoupi

### Leichtathletik
| Wettbewerb  | Wettbewerb | Punkte | Punkte | Punkte | Punkte | Punkte | Punkte | Punkte     | Punkte    | Punkte    | Punkte      | Punkte           | Punkte      | Punkte    | Punkte     | Punkte     | Punkte         | Punkte     | Punkte     | Punkte     | Punkte | Rang |
| Wettbewerb  | Wettbewerb | 100 m  | 200 m  | 400 m  | 800 m  | 1500 m | 5000 m | 110 m Hü.* | 400 m Hü. | 4 × 100 m | 4 × 400 m** | 3000 m Hindernis | Kugelstoßen | Speerwurf | Hammerwurf | Diskuswurf | Stabhochsprung | Hochsprung | Dreisprung | Weitsprung | Gesamt | Rang |
| ----------- | ---------- | ------ | ------ | ------ | ------ | ------ | ------ | ---------- | --------- | --------- | ----------- | ---------------- | ----------- | --------- | ---------- | ---------- | -------------- | ---------- | ---------- | ---------- | ------ | ---- |
| 1. Division | Männer     | 11     | 7      | 1      | 5      | 1      | 2      | 5          | 3         | 8         | 2           | 2                | 6           | 12        | 14         | 1          | 15             | 7          | 14         | 16         | 256,5  | 13   |
| 1. Division | Frauen     | 10     | 14     | 1      | 7      | 1      | 3      | 10         | 8         | 10        | 2           | 5                | 3           | 12        | 6          | 2          | 8,5            | 11         | 7          | 6          | 256,5  | 13   |

* Die Frauen traten über 100 m Hürden, statt 110 m Hürden an.
** Die 4 × 400 m waren ein Mixed-Wettkampf.

#### Einzelresultate
| Wettbewerb       | Männer                                                                                | Männer         | Männer | Männer      | Frauen                                                                               | Frauen         | Frauen | Frauen      |
| Wettbewerb       | Athlet                                                                                | Ergebnis       | Rang   | Rang Gesamt | Athletin                                                                             | Ergebnis       | Rang   | Rang Gesamt |
| ---------------- | ------------------------------------------------------------------------------------- | -------------- | ------ | ----------- | ------------------------------------------------------------------------------------ | -------------- | ------ | ----------- |
| 100 m            | Ioannis Nyfandopoulos                                                                 | 10,30 s SB     | 06     | 08          | Polyniki Emmanouilidou                                                               | 11,30 s        | 07     | 08          |
| 200 m            | Ioannis Granitsiotis                                                                  | 21,18 s        | 10     | 21          | Polyniki Emmanouilidou                                                               | 22,85 s PB     | 03     | 04          |
| 400 m            | Giorgos Lampropoulos                                                                  | 48,28 s        | 16     | 38          | Irini Vasiliou                                                                       | 53,90 s        | 16     | 28          |
| 800 m            | Charidimos Xenidakis                                                                  | 1:47,91 min PB | 12     | 15          | Georgia-Maria Despollari                                                             | 2:02,31 min PB | 10     | 17          |
| 1500 m           | Sergios Diakostefanis                                                                 | 3:50,57 min    | 16     | 38          | Dafni-Eftychia-Tereza Lavasa                                                         | 4:22,55 min    | 16     | 25          |
| 5000 m           | Marios Anagnostou                                                                     | 14:17,29 min   | 15     | 27          | Maria Kassou                                                                         | 16:05,00 min   | 14     | 23          |
| 110/100 m Hürden | Konstandinos Douvalidis                                                               | 13,90 s        | 12     | 15          | Elisavet Pesiridou                                                                   | 13,22 s        | 07     | 13          |
| 400 m Hürden     | Dimitris Levandinos                                                                   | 51,29 s        | 14     | 20          | Dimitra Gnafaki                                                                      | 56,63 s        | 09     | 11          |
| 3000 m Hindernis | Nestoras Kolios                                                                       | 8:53,81 min    | 15     | 20          | Isavella Kotsachili                                                                  | 10:08,23 min   | 12     | 20          |
| 4 × 100 m        | Thodoris Vrondinos Konstandinos Douvalidis Ioannis Granitsiotis Ioannis Nyfandopoulos | 39,34 s SB     | 09     | 11          | Artemis-Melina Anastasiou Elisavet Pesiridou Dimitra Tsoukala Polyniki Emmanouilidou | 43,81 s SB     | 07     | 08          |
| Kugelstoßen      | Odysseas Mouzenidis                                                                   | 18,98 m        | 11     | 20          | Maria Mangoulia                                                                      | 15,13 m        | 14     | 21          |
| Speerwurf        | Ioannis Kyriazis                                                                      | 79,01 m        | 05     | 08          | Elina Tzengko                                                                        | 59,40 m        | 05     | 09          |
| Hammerwurf       | Michalis Anastasakis                                                                  | 74,12 m        | 03     | 04          | Stamatia Skarvelis                                                                   | 65,07 m        | 11     | 19          |
| Diskuswurf       | Dimitrios Pavlidis                                                                    | 45,79 m        | 16     | 38          | Despina Filippidou                                                                   | 45,77 m        | 15     | 30          |
| Stabhochsprung   | Emmanouil Karalis                                                                     | 5,80 m         | 02     | Silber      | Katerina Stefanidi                                                                   | 4,40 m         | =8     | =10         |
| Hochsprung       | Andonis Merlos                                                                        | 2,13 m         | 10     | 16          | Tatiana Gousin                                                                       | 1,87 m         | 06     | 12          |
| Dreisprung       | Dimitris Tsiamis                                                                      | 16,38 m        | 03     | 04          | Spyridoula Karydi                                                                    | 12,92 m        | 10     | 21          |
| Weitsprung       | Miltiadis Tendoglou                                                                   | 8,34 m EL      | 01     | Gold        | Vasiliki Chaitidou                                                                   | 6,10 m         | 11     | 19          |

| Wettbewerb | Mixed                                                                   | Mixed          | Mixed | Mixed       |
| Wettbewerb | Athleten                                                                | Ergebnis       | Rang  | Rang Gesamt |
| ---------- | ----------------------------------------------------------------------- | -------------- | ----- | ----------- |
| 4 × 400 m  | Spiridon Doukatelis Dimitra Gnafaki Georgos Lampropoulos Irini Vasiliou | 3:23,10 min SB | 15    | 28          |

Ersatz: Anna Bartzou, Ioannis Kariofyllis, Styliani-Alexandra Michailidou, Vasileios Papamargaritis, Panagiotis Petroulakis, Giorgos Stamoulis

### Moderner Fünfkampf
- Ariadni Naskari
- Pinelopi Nika
- Dimitra Patsoura
- Filippos Sechidis

### Muay Thai
- Dimos Asimakopoulos
- Kyriakos Bakirtzis
- Christina Zampoura

### Radsport

#### BMX-Freestyle
- Georgios Ntavoutian

### Schießen
- Charalampos Chalkiadakis
- Ioannis Chatzitsakiroglou
- Emmanouela Katzouraki
- Anna Korakaki
- Dionysios Korakakis
- Nikolaos Mavrommatis
- Efthymios Mitas
- Christina Moschi

### Synchronschwimmen
- Maria Alzigkouzi Kominea
- Thaleia Dampali
- Eleni Fragkaki
- Krystalenia Gialama
- Zoi Karangelou
- Maria Karapanagiotou
- Danai Kariori
- Ifigeneia Krommydaki
- Sofia Malkogeorgou
- Lydia Papanastasiou
- Evangelia Platanioti

### Taekwondo
- Konstantinos Chamalidis
- Konstantinos Dimitropoulos
- Faidra Kalteki
- Agoritsa Kitsiou
- Sotirios Michopoulos
- Athanasia Mitsopoulou
- Paraskevi Ntemogianni
- Dionysios Rapsomanikis
- Theopoula Sarvanaki
- Apostolos Telikostoglou
- Vasileios Tholiotis

### Tischtennis
- Panagiotis Gionis
- Ioannis Sgouropoulos
- Elisavet Terpou
- Aikaterini Toliou

### Triathlon
- Panagiotis Bitados

### Wasserspringen
- Theofilos Afthinos
- Stavroula Chalemou
- Ioanna Karakosta
- Grigorios Mitrou
- Athanasios Tsirikos